# Иваново (Горайская волость)
Иваново — деревня в Горайской волости Островского района Псковской области.
Расположена в 24 км к югу от города Остров и в 15 км к западу от волостного центра, деревни Крюки.
Численность населения деревни по состоянию на 2000 год составляла 14 человек.
До 3 июня 2010 года деревня входила в состав ныне упразднённой Синерецкой волости с центром в д.Гривы.